# هجليج مستدير الأوراق
هجليج مستدير الأوراق (الاسم العلمي:Balanites rotundifolia) نوع من النباتات يتبع جنس الهجليج من الفصيلة الرطريطية.